# Johann Barthlmä Leon
Johann Barthlmä Leon (* 22. Mai 1802 in Klagenfurt; † 10. November 1879 ebenda) war ein österreichischer Buchdrucker und Verlagsbuchhändler (Verleger).

## Leben
Johann Barthlmä Leon wurde am 22. Mai 1802 als Sohn des Buchbinders und -händlers Johann Julian Leon († 1821) und dessen Ehefrau Josefa in der Stadt Klagenfurt im damaligen Erzherzogtum Österreich geboren. Nach vier Klassen Gymnasium, die er in seiner mittlerweile zum Kaisertum Österreich gehörenden Geburtsstadt absolvierte, machte er eine Ausbildung zum Buchdrucker- und Buchhändler und führte in weiterer Folge das Unternehmen seines Vaters, des Gründers der später nach diesem genannten Firma „Johann Leon sen.“, fort. Nachdem der Vater 1821 im Alter von 55 Jahren verstorben war, führte er das Unternehmen vorerst für die verwitwete Mutter fort und übernahm es daraufhin im Jahre 1829 selbstständig, ehe er es im Jahre 1862 an die beiden Söhne Friedrich Vinzenz und Johann übergab. Durch den Ausbau und die Erweiterung um eine lithografische Anstalt wurde eine gesteigerte Verlagstätigkeit ermöglicht. Daneben wurden auch diverse Drucktätigkeiten, dabei auch in der Slowenischen Sprache, durchgeführt. Sein persönliches Interesse an geschichtswissenschaftlichen und topografischen Veröffentlichungen hatte dabei auch finanzielle Opfer zur Folge. Über seinen Verlag erschienen in Fortsetzungen die Kärntnerische Zeitschrift (1818 bis 1835), fast alle Bände der ersten wissenschaftlichen Geschichte Kärntens von Gottlieb von Ankershofen, Heinrich Hermann und Karlmann Tangl, sowie dessen Reihe der Bischöfe von Lavant. Weiters erschienen über seinen Verlag die topografischen Veröffentlichungen von Joseph Wagner (1803–1861), wie die Ansichten von Kärnten und diverse andere. Ab 1849 brachte er zudem das Archiv für vaterländische Geschichte und Topographie heraus. Am 10. November 1879 verstarb Leon 77-jährig in seiner mittlerweile zu Österreich-Ungarn gehörenden Geburtsstadt Klagenfurt an Lungensucht.